# Parnes

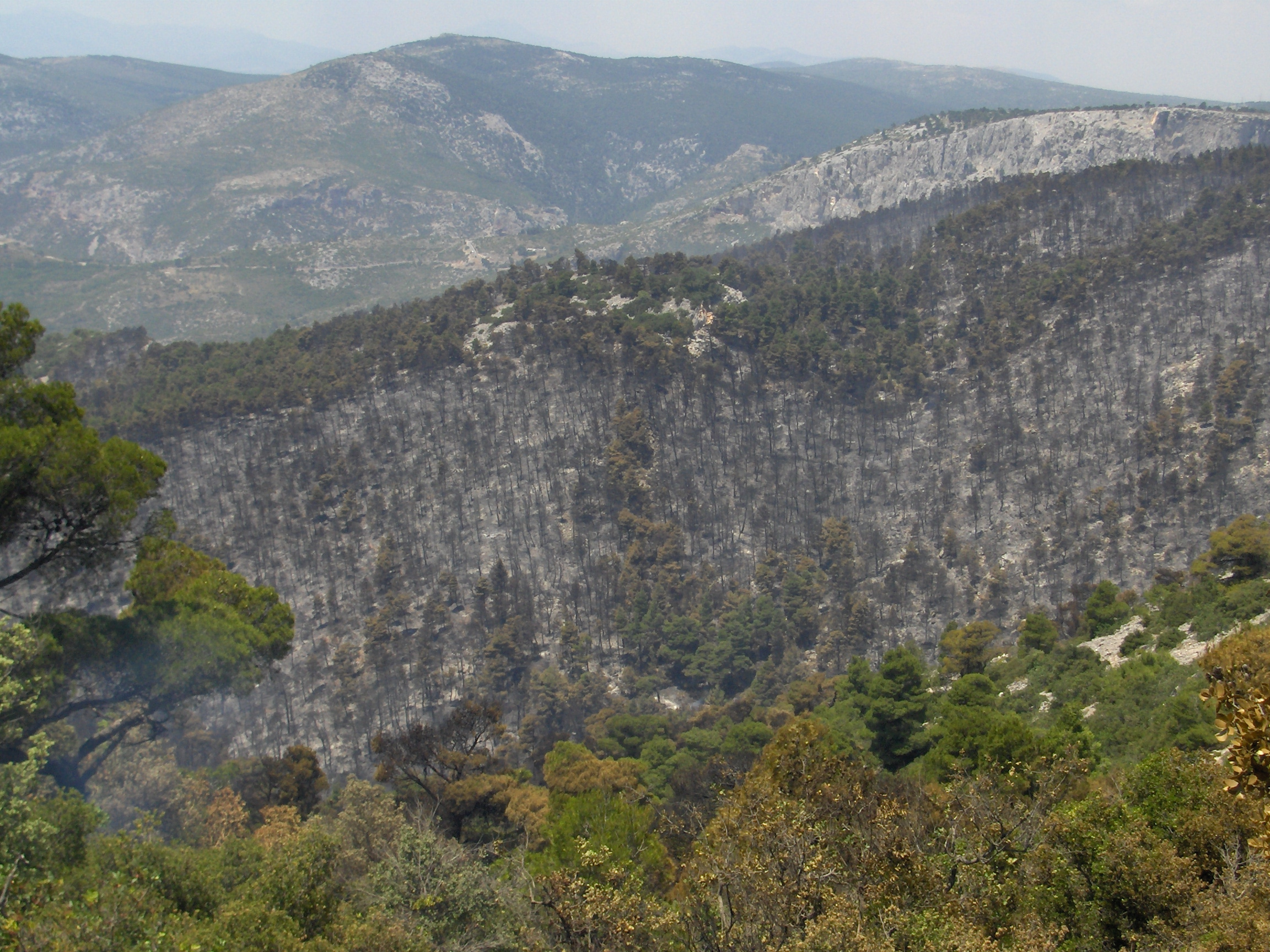
En del av Parnes efter de stora skogsbränderna 2007

Parnes är en bergskedja i Attika i Grekland. Största höjden över havet är 1 413 meter. Större delen är sedan 1961 nationalpark.